# Bauernhaus in Laimbach

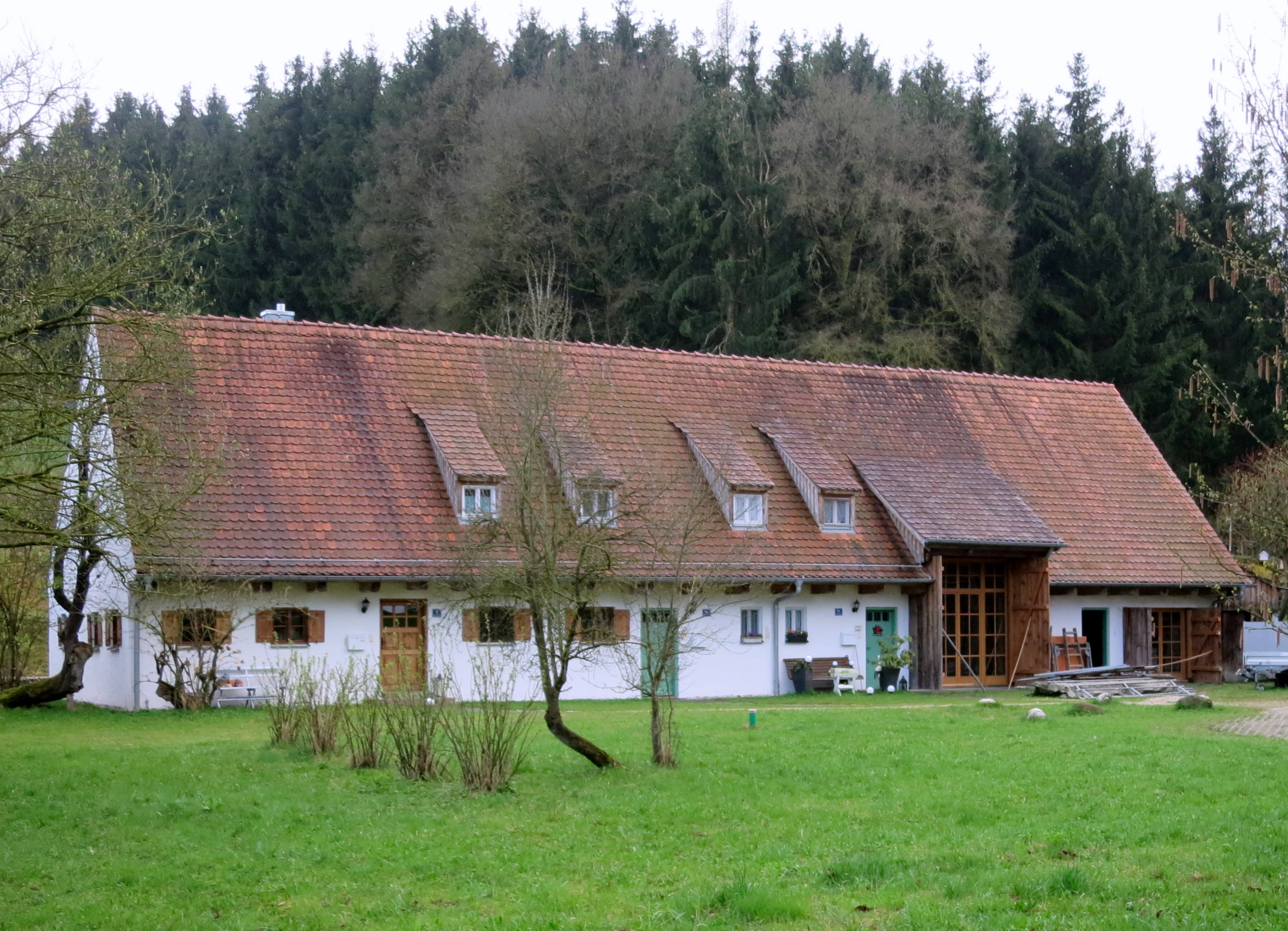
Der Mitterstallbau – heute ein schönes Wohnhaus im Grünen

Dieses ehemalige Bauernhaus in Laimbach (Hausnr. 6), einem Ortsteil der Gemeinde Allershausen (Landkreis Freising), wird bewohnt und ist als ein unter Denkmalschutz stehendes Bauwerk erhalten worden.

## Beschreibung
Es ist ein für die Gegend typischer Mitterstallbau, also ein langgestrecktes erdgeschossiges Bauernhaus mit Greddach und angehobener Traufe über dem Tenntor (einem sogenannten Froschmaul). Die Erbauungszeit wurde dendrochronologisch datiert auf 1826/7. Das Gebäude wurde 1875 verlängert.
Es ist ein geschütztes Baudenkmal mit der Aktennummer D-1-78-113-16 des Bayerischen Landesamts für Denkmalpflege.